# ヨハン・フリードリヒ・ストルーエンセ

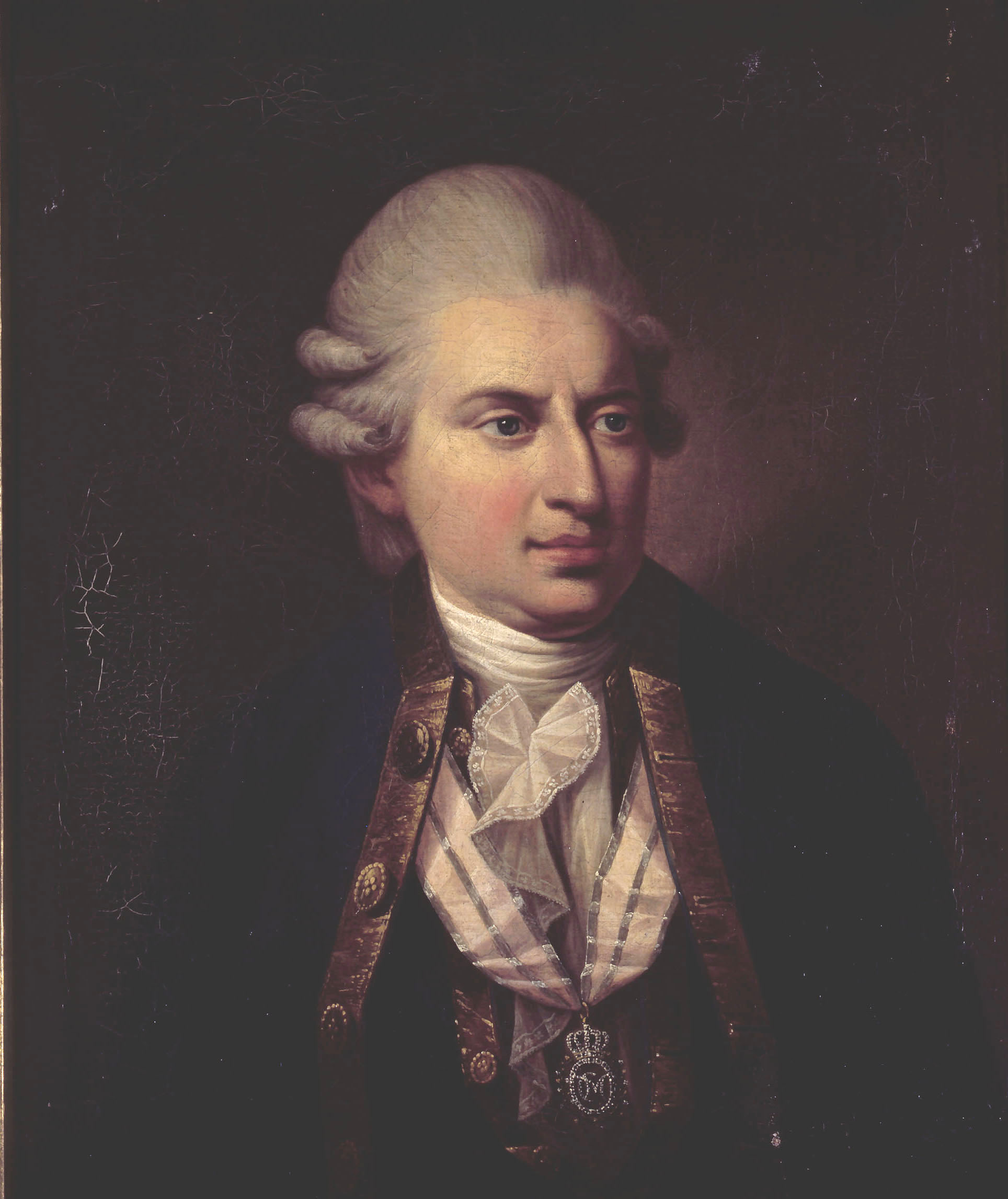
ヨハン・フリードリヒ・ストルーエンセ
イエンス・ユーエル 1771年
ドイツ ツェレ ボーマン美術館所蔵

ヨハン・フリードリヒ・ストルーエンセ（Johann Friedrich Struensee、1737年8月5日 - 1772年4月28日）は、デンマーク王クリスチャン7世付きの侍医および大臣、事実上の摂政。シュトルーエンゼの表記もあり。

## 生涯

### 出仕まで
ヨハン・フリードリヒ・ストルーエンセは、敬虔主義の神学者で牧師のアダム・ストルーエンセとマリア・ドロテアの間の6人兄弟の3番目の子として、ドイツのプロイセン王国マクデブルク公領のハレに生まれた。生家は中産階級に属し、社会的地位もあったが、特別に厳格であったり宗教的に不寛容な家庭ではなかった。子供への教育には熱心で、息子の3人は大学に行ったが、いずれも父のような神学者とはならなかった。2人の娘は牧師と結婚した。 
ヨハン・フリードリヒは、15歳を迎えた1752年8月5日にハレ大学に入学して医学を学び、1757年12月12日に卒業した。大学で彼は啓蒙時代の理念と出会い、社会・政治批判と改革について学んだ。これらの新しい思考に強く影響を受けて熱心な信奉者となり、無神論やジャン＝ジャック・ルソーの著作、『百科全書』を喧伝した。
1758年、父アダムはアルトナのマリア教会の主任牧師となり、妻やヨハン・フリードリヒら扶養下にあった子供たちとともにアルトナに移り住んだ。ヨハン・フリードリヒはすぐにアルトナ、ランツァウ伯爵領地、そしてピンネブルグ地区での民衆医として雇われることになった。とはいえその賃金はわずかなもので、ヨハン・フリードリヒは私的な診療でその欠を補おうと考えた。
1760年、両親はレンツブルクに移り、父アダムは公国の主任監督（主教）、次いでシュレースヴィヒ＝ホルシュタインの総監督に就任した。23歳になっていたヨハン・フリードリヒは、初めて経済的な自立を迫られた。彼の豪勢な暮らしぶりは収入に見合ったものではなかったが、その知識の深さと優雅な物腰ですぐに上流層の人気者となり、物議を醸すような発言や不道徳な行いで社交界をにぎわした。
野心的で物怖じしないヨハン・フリードリヒは、デンマークの外務大臣ヨハン・ハルトウィグ・エルンスト・フォン・ベルンストルフに扮して、デンマーク政府に資金調達を要請したりもした。啓蒙運動の論文に手を染めたりもした。彼は、自分には単なる医者よりももっとなるべきものがあると考えていた。

### 王の随行医

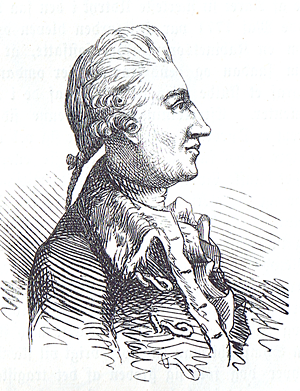
エネヴォルト・ブラント

アルトナでの約10年の間、ストルーエンセはコペンハーゲン宮廷から疎外された貴族たちと接触を持っていた。その中には、エネヴォルト・ブラントとシャック・カール・ランツァウ伯爵もおり、ランツァウ伯は啓蒙主義信奉者の集まりのリーダーで、自らをストルーエンセの後見人とみなしていた。彼らはストルーエンセをクリスチャン7世の随行医の地位に押し込むことに成功し、そしてストルーエンセが彼らを再び王のそばに近づけてくれるパイプとなることを期待した。
1767年の6月から7月、王は夏をシュレースヴィヒ＝ホルシュタインで過ごし、そこに宮廷も宰相たちも随行した。ストルーエンセは機転の利く医師で、王がこの地を訪れている間に王の健康をいくらか回復させることに成功し、その歓心を獲得した。1768年4月5日、随行医として留任され、1768年5月6日から1769年1月12日までのパリ、ロンドン、ハノーファーへの王の外遊に随行した。アルトナを発って1週間もたたない1768年5月12日、彼は国務顧問官（etatsråd）に任命された。
9ヶ月の外遊の間に、彼は王と親密になった。王の大臣ベルンストルフと財務大臣H. C. シンメルマンはストルーエンセが王によい影響を及ぼしていることをみて、コペンハーゲンにもどった1769年に、ストルーエンセの侍医就任に動いた。

### 台頭
ストルーエンセは、精神的に不安定な若い王に対してすぐに大きな影響力を及ぼすようになり、実質的にデンマークを支配するようになった。世界に力を及ぼす地位につき、改革を行うというのは、ストルーエンセの長年の野心であり、夢であった。彼はすでにデンマークの様々な友人（その多くは心ならずもデンマークを追放された、いわくつきの人々だったが）から、「痴呆の悪政はびこる、旧態依然としたデンマーク・ノルウェー王国こそ、彼のような優れた、新進の若者が改革の実験を行う場としてふさわしい」という情報を得ていたと言われる。そしてストルーエンセはじわじわと、抜け目なく事を運んできていたのだ。
まず、彼は王と王妃の取り込みに成功した。王を自身の野心実現の手段とするためには、王妃を自陣へ引き込まなければならない、という判断は利口であった。王妃カロリーネ・マティルデは、当初ストルーエンセを嫌っていたと言われる。しかし、18歳になったばかりの若い王妃が、才気あふれる若い医師の手管にかかって虜になるのに時間はかからなかった。1770年1月には彼らの愛人関係は公然の秘密となっていた。
同年5月5日、ストルーエンセは王顧問（forelæser）と審議委員（konferensråd）に任じられる。同年5月にまだ幼児であった王太子フレゼリク（のちのフレゼリク6世）の種痘に成功したストルーエンセの影響力は増すばかりであった。ストルーエンセは王太子の養育にも大きな影響力を持ち、ジャン・ジャック・ルソーの自然回帰論等に基づく啓蒙主義にのっとった教育方針をとっていた。
宮廷はこの年の夏もシュレースヴィヒ＝ホルシュタイン（ゴットルプ、トラヴェンタール、アッシェベルクの各地）に置かれた。
同年9月15日、王はベルンストルフを罷免した。2日後にストルーエンセは、請願審議官（メートル・デ・ルケット、maître des requêtes）となり、「ストルーエンセ時代」と呼ばれる16ヶ月間の彼の専制時代が始まった。王の健康が悪化し、無気力状態に陥っていく中で、ストルーエンセの権力はさらに増大し、12月8日には、王は全ての閣僚と王顧問を罷免した。

### 宮廷掌握と性急な改革
当初、ストルーエンセは黒幕として背後から宮廷を操るだけであったが、次第に自分が操る傀儡に満足できなくなっていった。そこで、1770年12月には大臣たちが罷免され、ストルーエンセ1人がメートル・デ・ルケットとして事実上の摂政となった。以後、さまざまな政府機関から提出されるあらゆる報告は、ストルーエンセを通じて王に示されることになった。クリスチャン7世は自分の責務にほとんど無関心だったので、ストルーエンセは提出された報告書に好きなように裁可を加えることができた。
クリスチャン7世の名前で、ストルーエンセは数多くの改革を推し進めた。まず彼が行ったのは、全ての省庁の長官を罷免し、ノルウェー総督職を廃止することであった。このことによって、彼が核となる内閣のみが、国家運営に対して絶対的な権威を持つこととなった。
ストルーエンセは、デンマーク・ノルウェー王国を暗愚の地であると考えており、まるきり観念的な原理によって改革しようとしていた。現地の習慣や考え方を偏見と切り捨て、一顧だにしなかった。デンマーク語を全く知らなかった彼は、ドイツ語ですべての政務を推し進めた。
彼の改革の多くは、模範となる先例のあるものばかりではあり、本来は有益なものであった。例えば捨て子のための病院の設立、窃盗犯の死刑廃止や、司法における拷問の廃止、袖の下などの腐敗や追従行為の追放、有力者の家臣が収入の多い公的役職に就くことの禁止などである。
しかし、ストルーエンセの改革熱は偏執の域に達していた。古い組織であるというだけで、彼の目にはその組織は廃止すべきものに映った。そして、慎重な政治家なら何十年もかけて実行するような変革を、彼はたったの2週間で行おうとした。専制を振るった1771年3月20日から1772年1月16日の10ヶ月間に、彼は1069通もの政府令を発布したが、これは1日に3通以上という計算になる。
自身への忠誠を確実なものとするために、ストルーエンセはあらゆる政府組織の職員を無差別に、退職金も年金もなしに解雇し、自ら指名した人物を代わりに採用した。それまで務めていた経験のある役人が去り、統治すべき国についてほとんど何も知らない経験の少ない人々が代わりとなった。このような強引な改革は彼に対する反感を高めた。彼が全ての検閲を廃止すると、街中にストルーエンセを批判するパンフレットが飛び交うことになった。

### 驕慢と人々の憤激
さらにストルーエンセの態度も問題となった。彼はしばしば傲慢な権威をかさに着た態度をとったとされ、また意図的に人々を傷つける言動をとることもあった。また自分に都合のよい、矛盾した態度もあった。役人の数を削減し、その給料をぎりぎりまで削った一方で、豪奢な舞踏会や仮面舞踏会などの宮廷の遊興に多額の金をつぎ込んでおり、王をそそのかして、彼と友人のブラントに1人6万リクスダラーもする衣裳を贈らせたりもした。
失敗や強引さはあったものの、改革の初期には中流層は彼を支持していた。もし彼が賢明であったなら、反発をうまく抑え込むこともできたかもしれない。しかしストルーエンセは、人々が自分の改革を支持しているかいないかに全く興味がなかった。
デンマークの人々を最も憤激させたのは、ストルーエンセが王を完全に脇に押しやったことだった。宮廷の外では、クリスチャン7世が完全に精神疾患に冒されているとは考えられておらず、ただ常にひどい扱いを受ける中で意志が弱まってしまっただけだと信じられていた。そのためストルーエンセに対する反感はなおさらであった。1771年7月14日に、ストルーエンセを「秘密官房長官（gehejme kabinetsminister）」とし、内閣の発布する政令は王の親署がなくても王令と同等の力を持つと定めた内閣令が出されると、ストルーエンセが王をないがしろにしているという考えはますます強まった。
ストルーエンセと王妃の関係も国民の反感を買った。オルデンブルク家に対する国民の敬愛は強く、王妃カロリーネ・マティルデのおおっぴらな不道徳行為は王家を辱めるものとして非難された。
クリスチャン7世はストルーエンセの取り巻きのあざけりの的となりさがっていた。ある時、ブラントが投げかけた無礼な言葉に対して、王がむち打ちの刑を与えると脅したところ、ブラントはストルーエンセと王妃の了解を得て王を部屋に軟禁し、王が謝罪して慈悲を乞うまで拳で殴る始末であった。

### 転落と末路
1771年の冬、事態は最悪の状態に陥っていた。自らを伯爵に叙任したストルーエンセは、自らのやりたいかぎり放蕩と暴虐を尽くし、王妃をも人の前で侮辱した。
王、王妃、ストルーエンセとブラントは、宮廷を伴って1771年の夏をコペンハーゲンの北にあるヒルシュホルム宮殿で過ごした。7月7日、王妃は王女ルイーセ・アウグスタを産んだ。国内の全ての教会で、王女生誕を祝うテ・デウムを歌うことが命じられたが、王女が実はストルーエンセの子であると広く信じられていたため、人々はみな通常のミサが終わるとテ・デウムを歌うことなく席を立って教会を去ってしまった。
11月19日、宮廷はコペンハーゲンのすぐ西にあるフレゼデリクスボー宮殿に移った。夏以来高まる一方であったストルーエンセに対する反発は、遂に彼に対する陰謀として結実しようとしていた。この陰謀の首謀者となったのはランツァウ・アシェブルグたちであり、そして王太后ユリアナ・マリアの名を借りていた。ユリアナ・マリアはこの陰謀によって継子である王から実権を取り上げ、以後何年にもわたって自らと王の地位の安泰を維持した。
宮廷は、1772年1月8日、クリスチャンスボー城にもどった。同月16日には年初の仮面舞踏会が王立劇場で行われた。17日の早朝、ストルーエンセ、ブラントと王妃カロリーネ・マティルデはそれぞれの寝室で逮捕された。解放され、黄金の馬車に乗せられてコペンハーゲン中を引き回された王は、人々の歓喜を以て迎えられた。ストルーエンセの主な逮捕理由は、王法（Kongelov）に反して王の権力を強奪した、というものであった。ストルーエンセは自身の弁護にかなり奮闘した。また当初は王妃が断罪されることはないであろうと考えて、王妃との関係が法に触れるものではないと主張した。しかし、王妃もまた囚人としてクロンボー城に拘束されていることを知ると、見せかけの勇気も消え去り、王妃を裏切る言動をとるようになった。一方の王妃は、最後までストルーエンセをかばったという。
1772年4月25日、ストルーエンセとブラントは、右手を切り落とした上で断頭、遺体は四つ裂きという刑を宣告された。ストルーエンセの死刑は不可避であった。彼の罪は不敬罪と王権の強奪であり、いずれも王法の2条と26条によって断頭罪にあたるとされていた。ストルーエンセはカンストレットで刑執行までの数日をすごした。4月28日、ストルーエンセとブラントは処刑された。ブラントが先だった。

## 歴史的評価
ストルーエンセの企図した改革の多くは妥当なものであったが、時機と方法を誤っていた。事実、彼の改革案の多くは何年も後に、特に1784年のクーデターの後に実現されることとなったのである。しかしストルーエンセにとっては多くが裏目に出る結果に終わり、啓蒙主義改革によって失うものの多かった貴族の反発は特に強かった。彼に投げかけられた嫌悪、ゴシップ、中傷は結局のところ彼の処刑へと発展し、その後長い間、彼の名誉が回復されることはなかった。しかしその一方で彼の改革への保守反動が、結果として彼の死後の改革前進の土壌となった面もあった。
宮廷での性的な不道徳行為は必ずしも珍しいものではなく、王自身も乱れた生活をおくってはいたが、それでもやはりストルーエンセの王妃との不倫関係は人々にとって許しがたいものであった。王妃への非難も強く、ヴィクトリア朝道徳観の強かった次世紀でもそれは同じ事であった。イギリス王室は王妃の犯した行為を恥じ、彼女の帰国を許すことはなかった。王妃はドイツへ追放され、そこで死んだ。
クリスチャン7世は、ストルーエンセの死後も彼を高く評価していた。ストルーエンセ処刑の3年後、1775年に王が描いた絵には次の文言が記されていた ― "jeg havde gerne reddet dem begge to" （2人とも助命できればよかったのに）。

## フィクションでの描写
- イギリス映画「独裁者」（The Dictator、1935年）はストルーエンセを巡るドラマを主題としている。
- ロイヤル・アフェア 愛と欲望の王宮